# Chenal Murray
Pour les articles homonymes, voir chenal et Murray.
Le chenal Murray appelé aussi canal Murray, est un chenal situé sur la commune de Cabo de Hornos au sud du Chili, dans la région de Magallanes et de l'Antarctique chilien. Découvert et nommé en mars 1830 par le Master du HMS Beagle, Matthew Murray. Il sépare l'île Hoste de l'île Navarino et est délimité par le canal de Beagle, au nord et par le bras de mer Ponsonby, au sud. 

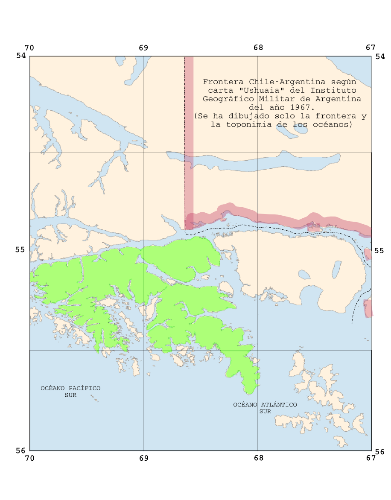
Le chenal Murray se trouve à l'est de l'île Hoste (en vert).

Ses eaux dont la température se situe entre 6 et 7 °C au printemps, sont un mélange d'eau douce en provenance des torrents et d'eau salée en provenance de l'océan Austral ; sa salinité est approximativement de 31,8 ‰. Sa profondeur est de 90 à 120 mètres dans ses parties les plus étroites et de 200 à 250 m dans ses parties les plus larges. 
Sa navigation surveillée et régulée par l'Armada de Chile, n'est pas autorisée aux pavillons étrangers.

## Préhistoire
La découverte archéologique de campements comme celui-ci de la baie Wulaia sur l'île Navarino, a démontré que les peuples yagans ont vécu le long du chenal Murray il y a environ 10 000 ans.